# Witamy w domu
Witamy w domu – galeria murali powstała na wiosnę 2018 z inicjatywy Fundacji Klamra i Muzeum Historii Żydów Polskich POLIN przy współpracy z Zarządem Dróg Miejskich w Warszawie.

## Historia

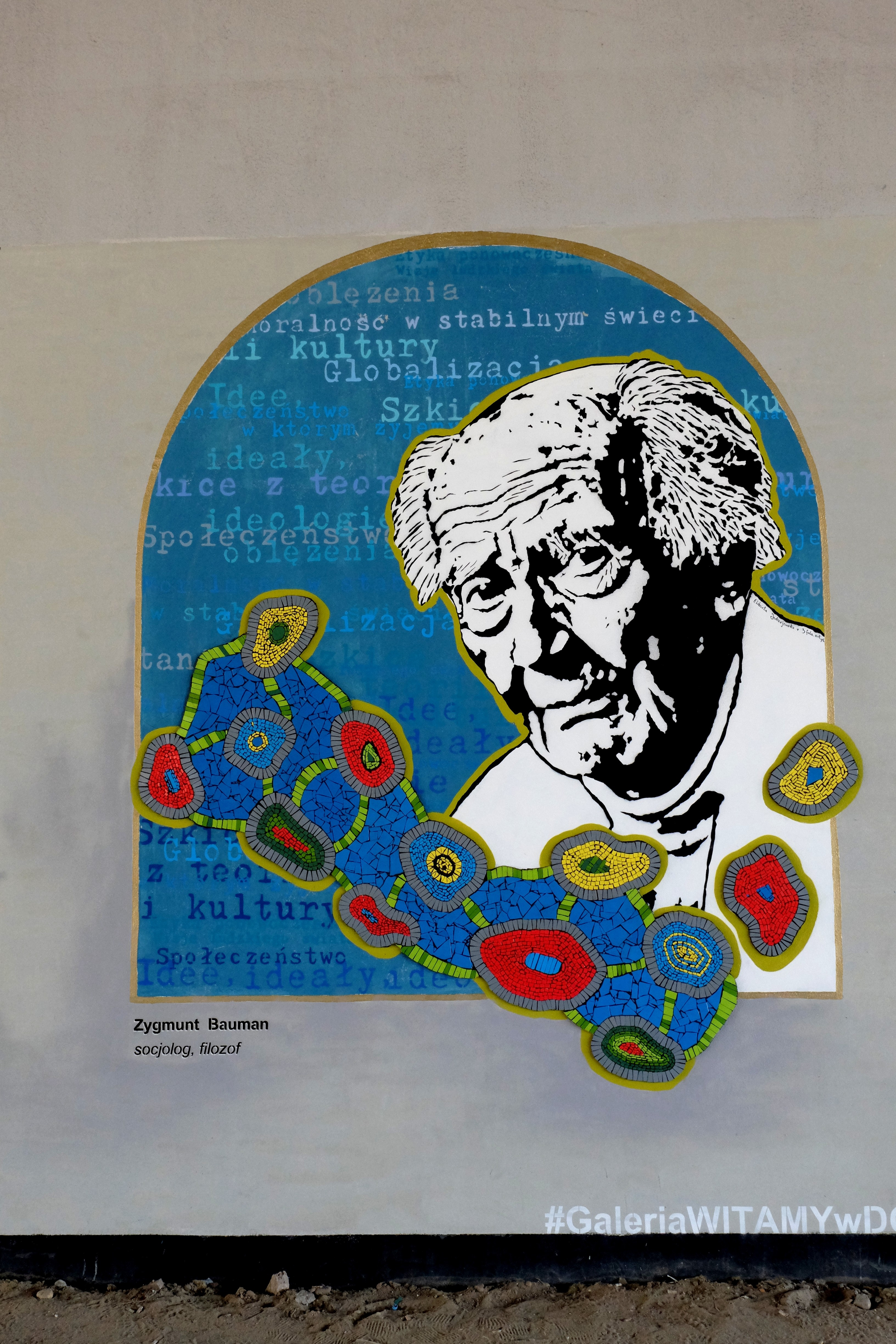
Mural upamiętniający Zygmunta Baumana w Warszawie przy dworcu stacji Warszawa-Gdańska zrealizowany przez Fundację Klamra w ramach galerii – Witamy w domu.

Galeria powstała jako wydarzenie towarzyszące wystawie „Obcy w domu. Wokół Marca ‘68” prezentowanej w ramach obchodów 50. rocznicy tzw. wydarzeń marcowych. Galeria poświęcona jest postaciom, które na fali kampanii antysemickiej w 1968 roku opuściły Polskę, a inspiracją dla powstania Galerii była postać aktorki Idy Kamińskiej, która w dniu swojego wyjazdu żegnana była na Dworcu Gdańskim kwiatami. W ramach Galerii powstało sześć murali upamiętniających filozofa i socjologa Zygmunta Baumana, dziennikarza Mariana Eilego, poetkę i pisarkę Annę Frajlich-Zając, aktorkę Idę Kamińską, operatora filmowego Jerzego Lipmana oraz lekarkę i działaczkę społeczną Alinę Marglis-Edelman. 
Autorami murali były artystki Barbara Poniatowska, Aleksandra Adamczak i Marta Zabłocka oraz Dariusz Paczkowski. Prezentacja Galerii odbyła się 15 maja 2018.  

## Lokalizacja
Galeria Witamy w domu znajduje się na podporach wiaduktów w ciągu ul. gen. Władysława Andersa – ul. Adama Mickiewicza nad torami PKP i ul. Zygmunta Słomińskiego, tuż obok dworca stacji Warszawa Gdańska.

## Kontrowersje
Po prezentacji Galerii Witamy w domu, w niektórych mediach pojawiły się głosy krytyki wobec umieszczenia wśród bohaterów murali postaci filozofa Zygmunta Baumana. Krytycznie o muralu poświęconemu socjologowi pisał między innymi Portal Warszawski, Prosto z Mostu oraz publicysta tygodnika „Do Rzeczy” – Wojciech Wybranowski, wskazując iż Zygmunt Bauman zanim został cenionym socjologiem i filozofem był funkcjonariuszem Korpusu Bezpieczeństwa Wewnętrznego odpowiedzialnym za zwalczanie podziemia niepodległościowego po II wojnie światowej. 
20 maja 2018 mural przedstawiający Zygmunta Baumana został zniszczony. Dariusz Paczkowski, autor rysunku, poinformował w kontrowersyjnej wypowiedzi prasowej, że odmówił odtworzenia muralu, i stwierdził, że zgodnie z „oczekiwaniami społeczeństwa” usunie z malowidła postać Baumana. 